# Rue de la République (Meudon)
Pour les articles homonymes, voir Rue de la République.
La rue de la République est une voie de la ville de Meudon,,.
Situé à proximité du Cèdre Impérial de Meudon, un arbre remarquable entouré de légendes, dans la commune de Meudon, en France.
L'arbre est lié à l'histoire de France. Il s'agit d'un cèdre de l'Atlas (Cedrus atlantica) planté en 1808 par l'empereur Napoléon Ier. Il est classé "arbre remarquable" depuis 2000 et est l'un des plus vieux arbres de la région parisienne.

## Situation et accès

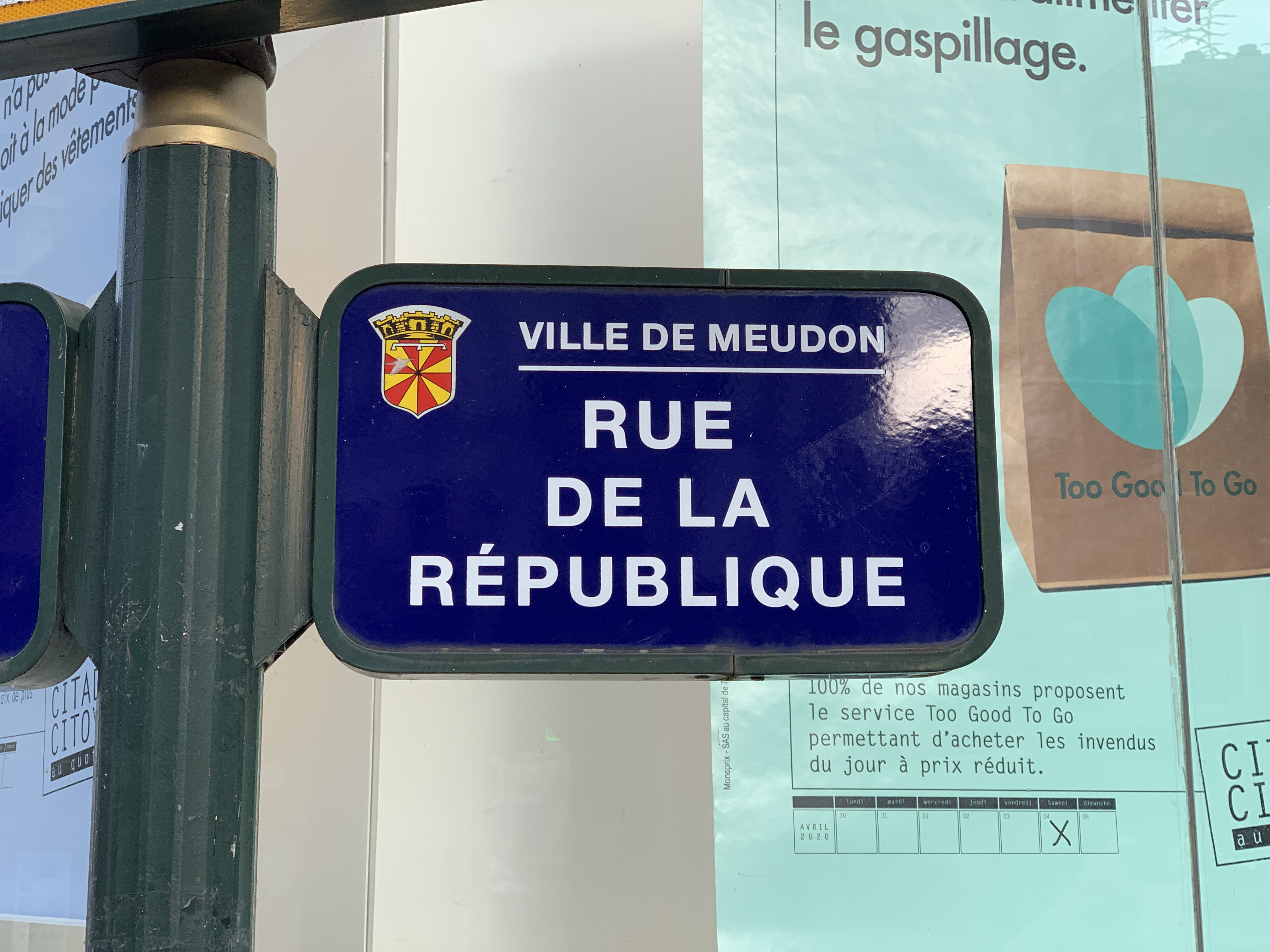
Plaque émaillée de la rue de la République, en juin 2020.

Cette voie de communication orientée du nord au sud traverse le centre historique de la ville en suivant la route départementale 406. Elle commence place Rabelais, dans l'axe du boulevard des Nations-Unies. Dans son tracé, elle marque notamment le début de la rue de Paris. Elle est ensuite prolongée par l'avenue de Trivaux, du nom d'un quartier.

## Origine du nom

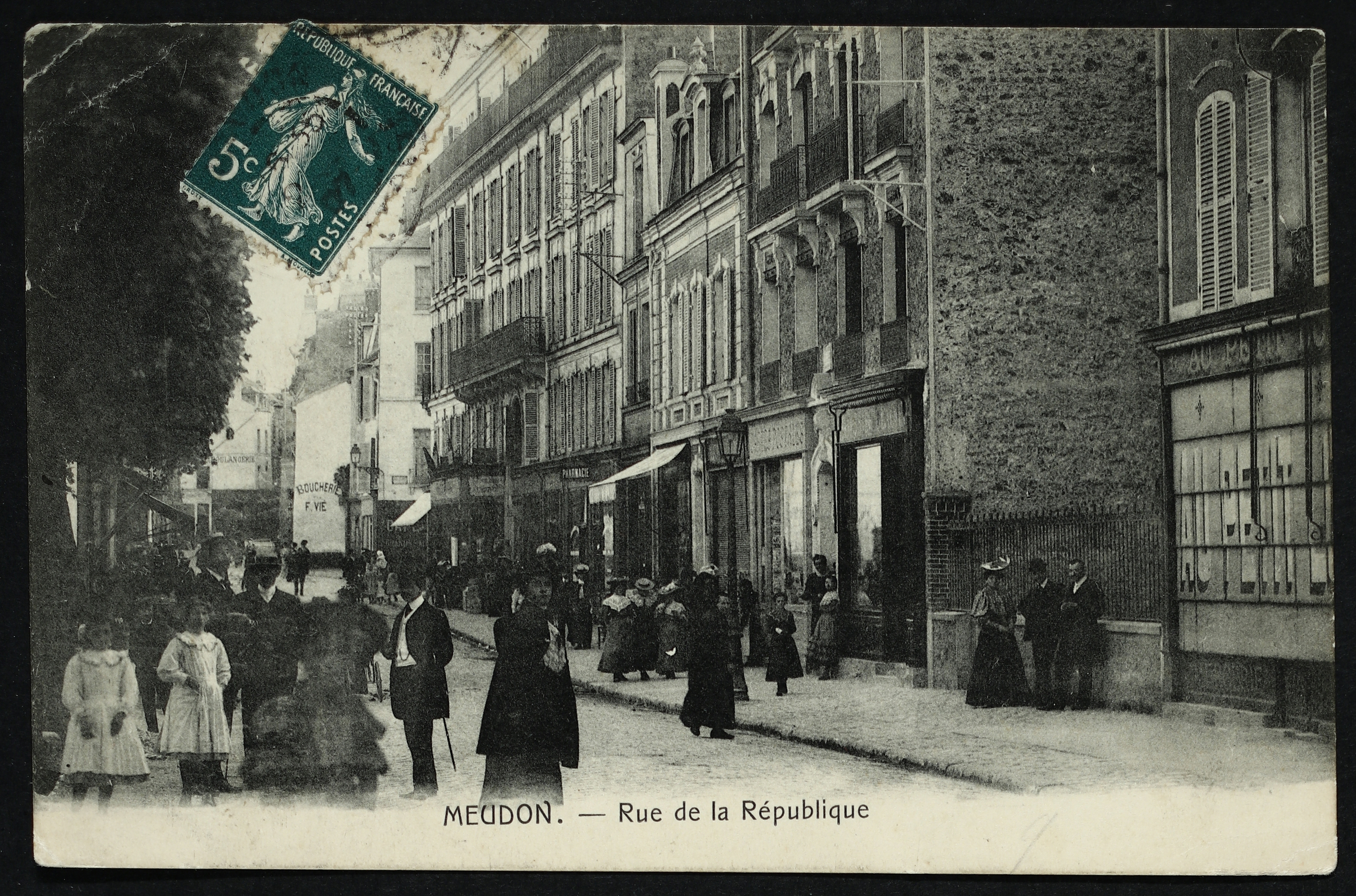
Carte postale, rue de la République.

Depuis 1883, cette rue est nommée ainsi en l'honneur de la Troisième République et plus généralement de la République Française.

## Historique

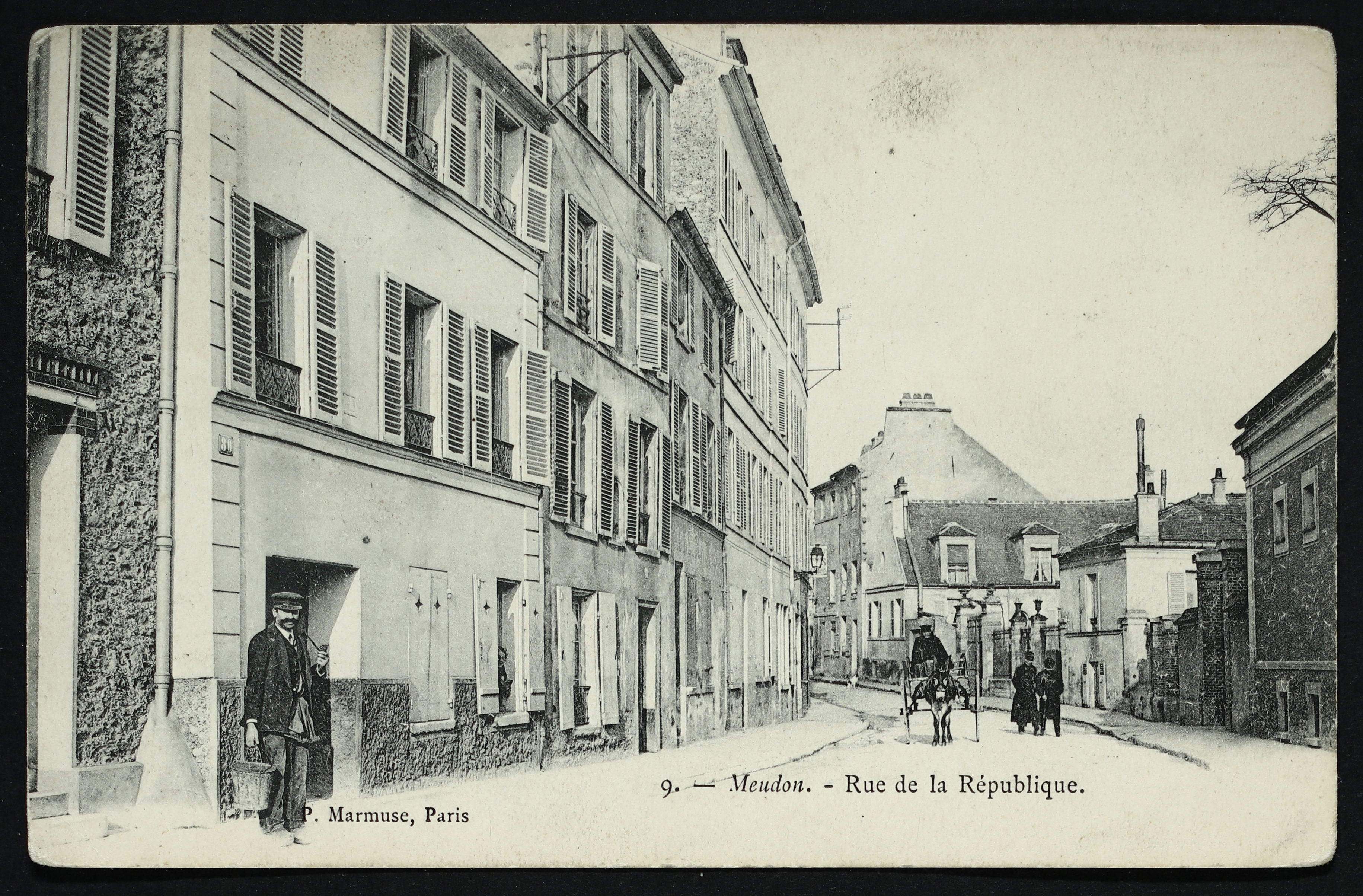
Meudon - Rue de la République.

Cette très ancienne voie reçut au fil des siècles plusieurs appellations, qui témoignent des évolutions sociales et politiques du pays. On trouve au XIVe siècle une « voie des Cordeliers » qui devient la « rue des Ménétriers », un ménétrier désignant un joueur de musique instrumentale. En 1793, la Révolution lui donne le nom de « rue de la Liberté » tandis que l'Empire la renomme « rue des Francs-Bourgeois » et « rue Napoléon ». Après 1815, la Restauration la rebaptise « rue des Princes » et c'est sous la Troisième République qu'elle prend sa dénomination actuelle.
Vers 1890, la rue de la République était encore une voie sinueuse, parfois très étroite. Elle fut alignée et élargie entre 1888 et 1908.

## Bâtiments remarquables et lieux de mémoire

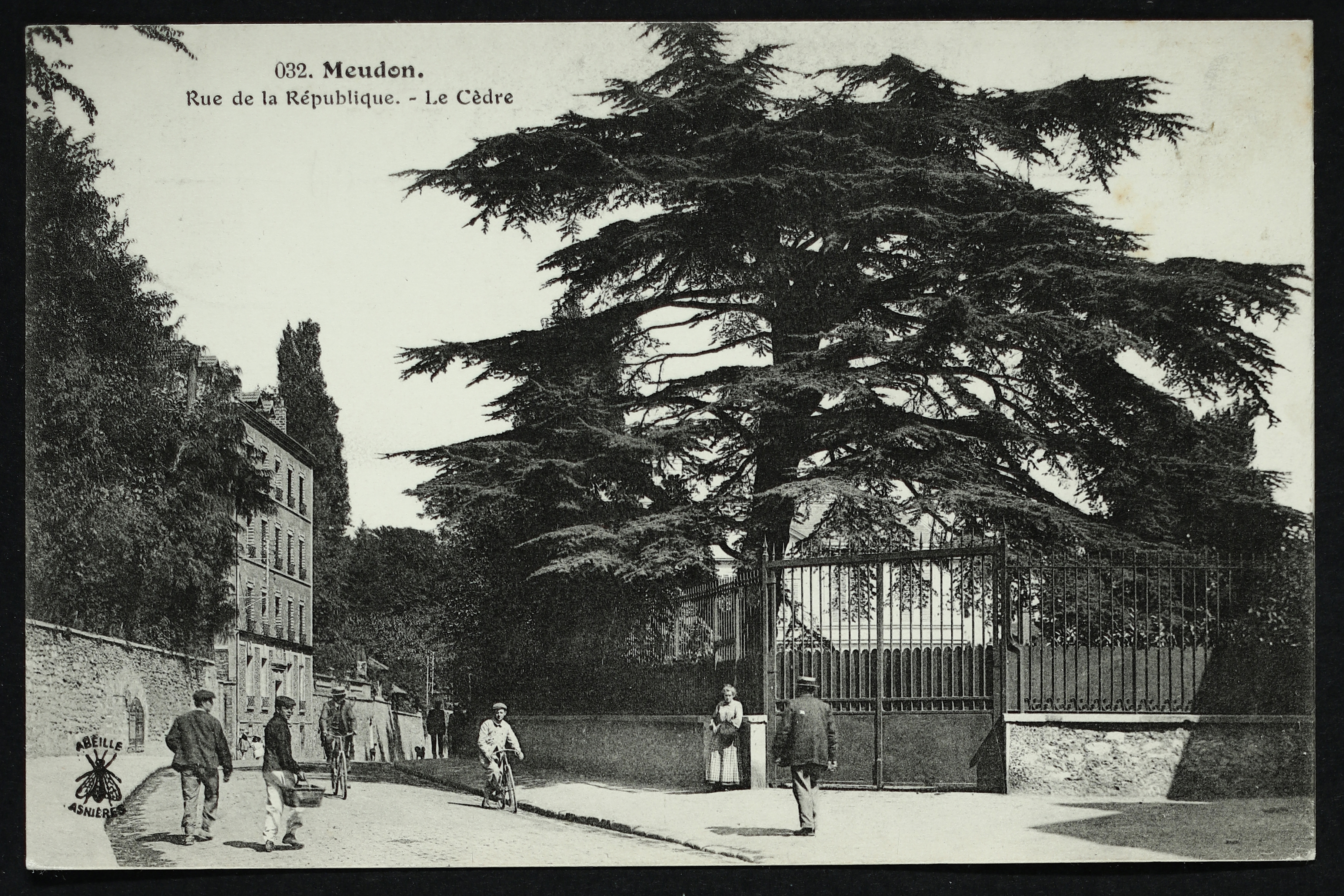
Le cèdre impérial de la rue de la République, vers 1900.

- Église Saint-Martin de Meudon, mentionnée au XIIIe siècle.
- Square Rabelais.
- Institut Notre-Dame Saint-Edmond.
- Square de l'Abreuvoir; un abreuvoir datant du XVIIe siècle se trouvait en contrebas de la rue[6].
- Jardin Armande-Béjard.
- Au no 11, à l'angle de la rue de la Maison-Rouge, un cèdre bleu datant au moins de l’époque Napoléonienne[7],[8]. Planté vers 1800 par Joséphine de Beauharnais, il est localement appelé « Cèdre impérial »[9].
- Au no 43, emplacement de l'ancien hôtel de ville entre 1853 et 1929. Ces locaux appartenaient à Antoine Banès, maire de 1835 à 1838. Cette bâtisse était également appelée « hôtel Vulpian », du nom de Jean-Baptiste de Vulpian (1729 - 1798), son propriétaire et dernier bailli de la ville.